# Subhylemyia lineola
Subhylemyia lineola är en tvåvingeart som först beskrevs av Collin 1936.  Subhylemyia lineola ingår i släktet Subhylemyia och familjen blomsterflugor. Inga underarter finns listade i Catalogue of Life.